# Calciummalat
Calciummalat ist das Calciumsalz der Äpfelsäure (E 296) und ein Lebensmittelzusatzstoff.

## Gewinnung und Darstellung
Calciummalat kann durch Reaktion von Äpfelsäure mit Calciumcarbonat gewonnen werden.
{\displaystyle \mathrm {C_{4}H_{6}O_{5}+CaCO_{3}\longrightarrow CaC_{4}H_{4}O_{5}+CO_{2}+H_{2}O} }

## Verwendung
Calciummalat wird in der Lebensmittelindustrie als Zusatzstoff bzw. Säureregulator mit der E-Nummer E 352 eingesetzt (z. B. in Kartoffelchips oder in Obst- und Gemüsekonserven). Dabei wird ausgenutzt, dass es je nach Milieu kontrolliert Äpfelsäure freisetzt und so der Säuregehalt des Lebensmittels relativ konstant bleibt. Als natürlicher Zellbestandteil gelten die Äpfelsäure und ihre Salze (Malate) als unbedenklich. In der Chemie wird es als Pufferreagenz verwendet.